# Erik Henrik Eriksson
Erik Henrik Eriksson, född 2 september 1856 i Nedre Ulleruds socken, död 26 januari 1936 i Sundbybergs församling, var en svensk orgelbyggare i Gävle.

## Biografi
Eriksson föddes 2 september 1856 på Mölnbacka såg i Nedre Ulleruds socken. Han var son till sågaren Peter Eriksson och Carolina Nylén. 1876 flyttade han till Göteborg. Där arbetade han som orgelbyggeriarbetare. 1904 flyttade familjen till Haga.1906 flyttade familjen till Hille socken. Den 7 oktober 1908 flyttade familjen till Gävle där Eriksson kom att arbeta som orgelbyggare. 1910 bosattes sig Eriksson i Sundbybergs köping.

### Familj
Eriksson gifte sig 5 oktober 1895 med Elin Josefina Svensson (född 1874). De fick tillsammans barnen Karin Maria (född 1898) och Elin Nanna Margareta (född 1900).